# هنری لی سوم
هنری لی سوم (انگلیسی: Henry Lee III; ‏۲۹ ژانویهٔ ۱۷۵۶ – ۲۵ مارس ۱۸۱۸) یک سیاست‌مدار اهل ایالات متحده آمریکا بود.